# جزيرة أم النمل (الكويت)
أم النمل جزيرة كويتية، وتسمى الجزيرة العودة (الجزيرة الكبيرة) لتمييزها عن جزيرة الشويخ القريبة منها، ويقال إنها سميت بهذا الاسم لكثرة تواجد النمل فيها صيفا، وكانت معروفه أيضا بسم جزيرة الغربة نسبة لعائلة الغربة التي سكنتها ل250 سنه.
تقع الجزيرة في الجهة الشمالية القريبة من الكويت داخل الجون، وأوسع مسافة بحرية بينها وبين رأس عشيرج في بعض المواقع 2 كم وأضيق مساحة 600 م.
و في يوم 24 سبتمبر 2007 تقدم المجلس الوطني للثقافة والفنون والآداب بطلب لتحويل حق استغلال الأماكن الأثرية في الجزيرة إليهم [وصلة مكسورة].
سبب تسميتها :
ويقال أن سبب تسميتها بأم النمل يعود إلى كثرة وجود النمل فيها خاصّه في فصل الصيف، وهناك قول بأن جزيرة أم النمل كانت تسمّى بجزيرة (الغربة) نسبه إلى أسرة الغربة من الأسر الكويتيّه العريقة  التي ترجع إلى قبيله العوازم.
أم النمل كانت آهله بالسكان :.
وفي لقاء مع السيد / مبارك الشلال.. أجرته جريدة الرأي العام قال : جزيرة الغربة سُمّيَتْ بهذا الاسم لأن عائلة الغربة من العوازم نصبوا فيها حظور قبل 200 سنه، وكانوا يسكنون في بيوت شعر في الجزيرة، ثم بعد ذلك انتقلوا إلى مكان آخر في الجزيرة وبنوا لهم (كباره).
والحظور كانت على الجزيرة الداخليّه، أما السكن فكان في الجزيرة المرتبطة بالساحل، وكان فيها أكثر من ثلاثين بيتاً، ومسجداً وله مؤذّن هو محمد بن نصار، وإمامه محمد مهنا الغربة، أما كبير الجماعة فكان فهد بن صقر الغربة، وأضاف : نحن أتينا عندهم ونصبنا حظورنا، ولكن الأملاك الموجودة أكثرها للغربه كانت، ولم نكن نقيم بها كل الوقت بل وقت الربيع، أما الصيف فنرجع لبيوتنا في الكويت (2*)

## مكانتها التاريخية والأثرية
تدل الآثار التي تم اكتشافها في الجزيرة على أنها كانت مسكونة في عصور ما قبل الميلاد، وأنها اتخذت منطقة عسكرية، لأنها تكشف أكبر جزء من اليابسة من موقعها. والجزيرة رغم صغرها غنية بالمواقع الأثرية، التي ساعدت اكتشافاتها على معرفة تاريخ الكويت. ولقد وجد الباحثون آثارا تعود للعصر البرونزي وتتمثل بفخاريات تعود لحضاره دلمون كما عثر علي مزار
يعود لحضارة الكاشيون وقبر فريد من نوعه يرجع للفترة الهلنستية بني علي تله تواجه مدينة الكويت
ويبدو أن القبر يعود لشخصيه مهمه قد تكون شيخ قبيله أو قائد لمجموعة صيادين، حيث عثر علي تماثيل طينيه وعملات نقديه وفوانيس وفؤوس نحاسيه ورؤس رماح.
حمله تطوّعيّه لتنظيف أم النمل :.
ضمن الحملة الأهليّه لتنظيف الجزر قاد الدكتور / علي خريبط.. حمله وطنيّه لتنظيف جزيرة أم النمل، وللمحافظه على البيئة الكويتيّه وزيادة الرقعة الطبيعيّه.
وقال : أن الجزيرة تعاني من وجود النفايات الناتجة من مخلّفات الصيادين الموجودين في منطقة الدوحة ويلقون مخلّفاتهم في البحر وتتراكم نتيجه للتيارات المائيّه وتبقى في الجزيرة
وأضاف : أن الجزيرة – ويقصد أم النمل – تكون محميّه طبيعيّه ينتفع منها جميع أفراد المجتمع نظراً لتوافد أعداد كبيره من الطيور المهاجرة عليها بالإضافة إلى كونها مجالاً خصباً للعلماء والباحثين في مختلف الإتجاهات(4*).
- -  : انظر كتاب الجزر الكويتية للسيد خالد سالم محمد

```
(1*) : انظر كتاب / أعلام الغوص عند العوازم.. خلال قرن، تأليف / طلال الرميضي، ص189
(2*) : حديث الذكريات – لقاء مع السيد / مبارك الشلال، أجرى اللقاء سعود الديحاني
(4*) : جريدة الرأي العام – العدد 11467 تاريخ نوفمبر 1998م
```